# Ваташа
Ваташа (в по-старата литература известно и като Ватоша, на македонска литературна норма: Ваташа) е село в Северна Македония, в община Кавадарци с 3502 души население. На около 3 километра от Ваташа се намира Моклищкият манастир „Свети Никола“ от XVI век.

## География
Селото се намира на два километра южно от Кавадарци, в южния край на Тиквешията към планината Кожух. Разположено е на река Луда Мара, която го разделя на две махали, разположени по склоновете на ридовете на изток и запад. На юг граничи с платото Витачево. През Ваташа минава главният асфалтен път за горните тиквешки села в Бошавията, а след нея за рудника Ръжаново Мариово и оттам за Мъглен в Егейска Македония, Гърция. Селото на практика е квартал на Кавадарци.

## История
Селото е известно още от XIV век. То се споменава под името Ваташ в грамота на Иван и Константин Драгаш, датирана около 1378 година.
По времето на Османското владичество в Македония Ваташа е едно от най-големите и икономически най-развити български селища в областта Тиквеш. През този период наред с българите-християни селото е обитавано и от помаци. През XIX век с изключение на поздравите и някои числителни бройни имена, езикът на местните мюсюлмани е български, идентичен с този на останалите жители на Ваташа.
През 1817 година е завършена и осветена църквата „Успение на Пресвета Богородица“. Според местни предания, през епохата на Османското владичество в селото е функционирало частно училище, в което учениците получавали основни знания от църковно религиозен характер. От 1832 година училището във Ваташа е общинско, а разходите за него се поемат от църковната каса.
Според някои сведения, през 1837 година с подкрепата на Теодосий Синаитски и други просветители, в къщата на местния български учител Даскал Камче във Ваташа е открита печатница, която през 1838 година е пренесена в Солун.
След средата на XIX век, благодарение на силната българска църковна община в селото, Ваташа се превръща в един от основните просветни центрове в Тиквеш. Известно време в него работи именитият учител Арсени Костенцев. На 1 юни 1878 година българската община във Ваташа се присъединява към прошение до Великите сили с искане за влизане на руски войски в Македония и присъединяването ѝ към Княжество България, подписано за Ваташа от Мише Ризов и Ризо Добрев.
Според статистиката на Васил Кънчов („Македония. Етнография и статистика“) от 1900 г. Ватоша има 1808 жители, от които 1142 българи християни, 618 българи мохамедани и 48 цигани.
Цялото християнско население на селото е под върховенството на Българската екзархия. По данни на секретаря на екзархията Димитър Мишев („La Macédoine et sa Population Chrétienne“) в 1905 година във Ватоша (Vatocha) има 1880 българи екзархисти и работят българско прогимназиално и основно училище.
При избухването на Балканската война в 1912 година 7 души от Ваташа са доброволци в Македоно-одринското опълчение. В 1912 година по време на Балканската война в селото влизат сръбски части. Според доклад на Глигор Варналиев, главен български учител в Кавадарци, през януари 1913 година сръбски четници от Черна ръка провеждат обезоръжителна акция, съпроводена с жестокости и насилия. Сръбският офицер Милан Каркович изнасилва Мария Тодорова в деня след сватбата ѝ с Тома Нанев. През юни 1913 година жителите на Ваташа въстават в помощ на българската войска и взимат дейно участие в Тиквешкото въстание. При потушаването на въстанието в края на юни и през юли 1913 сръбските войски убиват 40 души от селото.
На етническата си карта от 1927 година Леонард Шулце Йена показва Ваташа (Vataša) като смесено българскохристиянско-турско село.
На 16 юни 1943 година българска военна част, под командването на генерал Любен Апостолов от Крива Паланка, разстрелва край селото, при провеждана в района прочиствателна операция, 12 млади комунисти, заподозрени, че са ятаци на комунистическите партизани. Над селото по този повод, по-късно е построен паметник.
Пинджуровата къща – роден дом на революционера от ВМОРО Димитър Пинджуров, баща на комунистическия партизанин Страшо Пинджур, е превърната в музей.

### Демография
|           | 1961 | 1983 | 1994 | 2002 |
| македонци | 1806 | -    | 3074 | 3224 |
| албанци   | 0    | -    | 0    | 0    |
| турци     | 92   | -    | 2    | 13   |
| роми      | 0    | -    | 52   | 238  |
| власи     | 0    | -    | 0    | 1    |
| сърби     | 16   | -    | 19   | 20   |
| бошняци   | 0    | -    | 0    | 0    |
| други     | 0    | -    | 0    | 6    |
| Общо      | 1933 | 2800 | 3120 | 3502 |

## Личности
Родени във Ваташа
- Ангел Попкамчев, български духовник
- Андон Попкамчев (1843 – 1902), български общественик
- Григор Дуйков (? – 1913), български революционер, деец на ВМОРО
- Гьошо Бояджиев (1892 – 1956), революционер
- Димитър Ангелов (1916 – 1943), участник в комунистическата съпротива през Втората световна война
- Димитър Пинджуров (1884 – 1915), български революционер
- Димитър Попандов (1871 - ?), български революционер
- Дончо Лазаров (1878 – 1950), български революционер, войвода на ВМОРО
- Емануил Христов Бакалов (1892 – ?), български офицер[16] и публицист
- Иван Минчев (1874 – 1960), български революционер, деец на ВМОРО
- Йованче Попантов (1882 – 1906), български революционер, деец на ВМОРО
- Йосиф Шишков, български офицер, подполковник
- Кирил Минчев (1893 – 1944), български офицер, капитан
- Кирил Минчев (1922 - ), северномакедонски лекар
- Константин Шишков, български офицер, подполковник
- Лазар Зарков, български революционер от ВМОРО, четник на Михаил Чаков[17]
- Методи Поппандов, български общественик
- Никола Баснарков (1932 – 1987), художник
- Пане Попкоцев – Ричард (1884 - след 1942), български революционер от ВМОРО, ръководител на селския комитет в Конопища през 1906 година[18]
- Петър Наневски (1935 – ), поет и художник от Северна Македония
- Ристо Джунов (1919 – 2005), югославски партизанин и политик от Социалистическа Република Македония
- Тодор Джунов (1931 – 2014), юрист от Северна Македония
- Тодор Попантов (1875 – 1954), български революционер, деец на ВМОРО
- Христо Попантов (1879 – 1964), български революционер, деец на ВМОРО
- Христо Хаджийорданов (1879 - след 1943), български революционер, деец на ВМОРО

Починали във Ваташа
- Даскал Камче (? – 1848), български учител

Свързани с Ваташа
- Страшо Пинджур (1915 – 1943), участник в комунистическата съпротива през Втората световна война, син на Димитър Пинджуров